# بيت بيرنز
بيت بيرنز (بالإنجليزية: Pete Burns)‏ (و. 1959 – 2016 م) هو مغن، وملحن، ومغن مؤلف من المملكة المتحدة .
توفي عن عمر يناهز 57 عاماً.

## روابط خارجية
- بيت بيرنز على موقع IMDb (الإنجليزية)
- بيت بيرنز على موقع ميوزك برينز (الإنجليزية)
- بيت بيرنز على موقع إن إن دي بي (الإنجليزية)
- بيت بيرنز على موقع أول ميوزيك (الإنجليزية)
- بيت بيرنز على موقع ديسكوغز (الإنجليزية)
- بيت بيرنز على موقع قاعدة بيانات الفيلم (الإنجليزية)